# Mitteleuropa

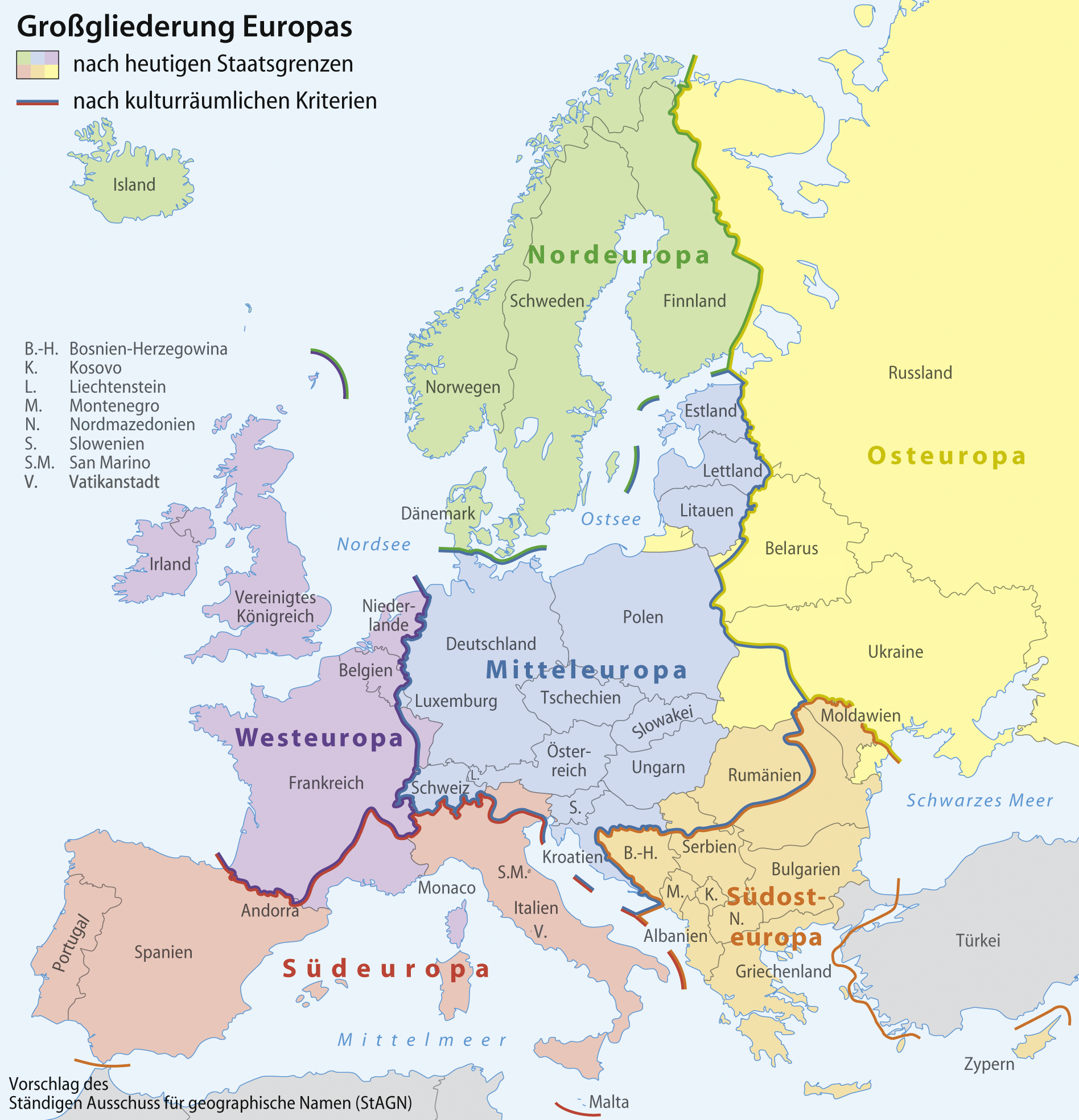
Mitteleuropa.

Mitteleuropa é um termo alemão que se refere à Europa Central que, embora descreva essa localização geográfica, denota um conceito político da união dessa região.  